# Hypocnemis subflava
El hormiguero de pecho amarillo (en Perú) u hormiguero pechiamarillo (Hypocnemis subflava), es una especie de ave paseriforme de la familia Thamnophilidae perteneciente al género Hypocnemis. Es nativo del centro oeste de América del Sur. Hasta el año 2007 era considerado una subespecie de Hypocnemis cantator de quien fue separado en conjunto con H. flavescens, H. peruviana, H. ochrogyna y H. striata.

## Distribución y hábitat
Se distribuye desde los contrafuertes orientales de los Andes del este y sur de Perú hasta el centro oeste de Bolivia y suroeste de la Amazonia brasileña. Ver detalles en Subespecies.
Su hábitat es el sotobosque de selvas húmedas tropicales de baja altitud, con preferencia para bambuzales Guadua en selvas estacionalmente inundables. Esta especie fue documentada en simpatría con el hormiguero peruano (H. peruviana) en dos regiones de Perú; al menos en una de ellas, parecen separarse por el hábitat, el hormiguero peruano prefiere selvas de terra firme sin bambuzales.

## Descripción
Las cinco especies separadas se diferencian muy poco del hormiguero cantarín (Hypocnemis cantator). Mide entre 11 y 12 cm y pesa entre 10 y 14 g. El macho tiene la cabeza negra con estriado y lista superciliar blancos; el dorso es mezclado de negro, parduzco y blanco, las plumas cobertoras de las alas son negras con tres bandas formadas por pintas blancas. La rabadilla es gris oliváceo pálido en vez de teñida de rufo como en las otras especies. Por abajo es de color amarillo pálido liso desde la garganta hasta el vientre, los flancos son de color rufo muy débil, lo que también lo diferencia de las otras especies del complejo. La hembra es como el macho, pero con las bandas de las alas de color pardo amarillento.

## Estado de conservación
Esta especie ha sido calificada como «preocupación menor» por la Unión Internacional para la Conservación de la Naturaleza (IUCN). Es bastante común a común y la población, todavía no cuantificada, es considerada estable, en razón de la ausencia de evidencias de decadencia de la misma o de cualquier otra amenaza.

## Comportamiento
Es similar a todos los otros miembros del «complejo cantator». Forrajea en pareja en el sotobosque, a veces más alto, prefiere enmarañados densos y bambuzales (cuando los hay). Sabe acompañar pequeñas bandadas mixtas de alimentación, pero generalmente se mueve de forma independiente.

### Alimentación
Su dieta consiste de insectos y arañas.

### Vocalización
El canto es similar a H. cantator, una serie de notas claras que se vuelven ásperas bastante abruptamente. La diferencia mayor está en el llamado común, exclusivo de la presente especie, que consiste de dos notas ásperas; aparentemente no emite el llamado “chirr” de las otras especies.

## Sistemática

### Descripción original
La especie H. subflava fue descrita inicialmente por el ornitólogo alemán Jean Cabanis en 1873, bajo el mismo nombre científico; localidad tipo «Río San Miguel, Ayacucho, Perú.»

### Etimología
El nombre genérico femenino «Hypocnemis» proviene del griego «hupo»: de alguna forma y «knēmis o knēmidos»: armadura que protege la pierna, canillera; significando «que parece tener canilleras»;  y el nombre de la especie «subflava», proviene del griego «sufflavus o subflavus »: amarillento, amarillo pálido.

### Taxonomía
Los cinco taxones tradicionalmente considerados como subespecies del denominado «complejo cantator»: flavescens, peruviana, ochrogyna, striata y la presente, fueron elevados a la categoría de especie a partir de los estudios de Isler et al. (2007), que encontraron diferencias significativas de vocalización, pero también de plumaje. El cambio taxonómico fue aprobado por el South American Classification Committee (SACC) en la Propuesta N° 299.
Los estudios de secuenciación del ADN de 63 ejemplares de las 7 especies del género Hypocnemis demostraron que la presente especie es hermana de Hypocnemis hypoxantha por un lado, y de todo el resto del «complejo cantator» por el otro.
La validez de la subespecie collinsi merece ser revaluada.

### Subespecies
Según la clasificación del Congreso Ornitológico Internacional (IOC) (Versión 7.1, 2017) y Clements Checklist v.2016, se reconocen 2 subespecies, con su correspondiente distribución geográfica:
- Hypocnemis subflava subflava Cabanis, 1873 – estribaciones de los Andes del centro este de Perú (Huánuco hacia el sur hasta Cuzco).
- Hypocnemis subflava collinsi Cherrie, 1916 – sur de Perú (sureste de Ucayali, este de Cuzco, Madre de Dios, Puno), extremo suroeste de la Amazonia en Brasil (Acre) y centro oeste de Bolivia (Pando, La Paz, oeste de Beni, Cochabamba).